# Jerome Coleman
Jerome Coleman (* 30. November 1979) ist ein US-amerikanischer Basketballspieler. Er gilt als schneller Spieler mit guten Scorer-Qualitäten. Daneben besitzt er die Fähigkeit zum Ballvortrag.
Der 1,85 m große Point Guard spielte zu Beginn der Saison 2007/08 in der Basketball-Bundesliga für TBB Trier, wo er als vorübergehender Ersatz für den verletzten Spielmacher Marcus Taylor verpflichtet wurde. Zuvor spielte er bereits für den schwedischen Erstligisten Solna Vikings. In der Saison 2012/2013 wechselte er zum argentinischen Verein Boca Juniors.
| Verein                         | Saison    |
| ------------------------------ | --------- |
| Rutgers Scarlet Knights (NCAA) | 2001/2002 |
| Levallois SCB                  | 2004/2005 |
| Neptūnas Klaipėda              | 2005/2006 |
| Étendard de Brest              | 2006/2007 |
| Solna Vikings                  | 2006/2007 |
| TBB Trier                      | 2007/2008 |
| Budivelnyk Kyiv                | 2007/2008 |
| BK Odessa                      | 2009/2010 |
| Iraklis                        | 2010/2011 |
| CSM Steaua Bucuresti           | 2010/2011 |
| MBC Mykolaiv                   | 2011/2012 |
| Rethymno Cretan Kings          | 2011/2012 |
| Boca Juniors                   | 2012/2013 |